# Zayd ibn Amr
Zayd ibn Amr (muerto en 605) fue un monoteísta que vivió en La Meca poco antes de Islam.

## Familia
Era hijo  de Amr ibn Nufayl, un miembro del clan Adi de la tribu Quraysh.: 296 La madre de Zayd había estado casada anteriormente con su abuelo, Nufayl ibn Abduluzza, así que el hijo de este matrimonio, al-Khattab ibn Nufayl, era al mismo tiempo medio hermano materno y medio tío paterno de Zayd.: 101 
Zayd se casó con Fatima bint Baaja de la tribu Khuza'una, y su hijo era Sa'id ibn Zayd.: 296  Con una esposa posterior, Umm Kurz Safiya bint al-Hadrami, tuvo a su hija Atiqa.: 186 

## Creencias religiosas

### Abandono de los ídolos
Zayd se desilusionó con la religión tradicional de Arabia, porque la piedra que las personas adoraban "no podía oír ni ver ni hacer daño ni ayudar" y "la adoración de la piedra o la madera tallada no es nada.": 99 : 296  Se comprometió con tres amigos a que buscarían la religión cierta de Abraham, la cual llamaron al-Hanafiya. Los otros tres hombres finalmente se convirtieron al cristianismo.: 99  Otro de sus amigos era Abdul-Muttalib.
Zayd viajó a Siria para interrogar a judíos y cristianos sobre sus creencias, pero no estaba contento con las respuestas de ninguno de ambos grupos. Según los historiadores musulmanes posteriores, tenía "la religión de Abraham, siguiéndola de forma natural" y "adoraba a Alá solo sin socios.": 296  Amir ibn Rabia, un aliado del hermano de Zayd, al-Khattab, más tarde dijo que Zayd había dicho que creía en la llegada futura de un profeta.: 296, 302 

### Creencias monoteístas
Tres puntos en las creencias de Zayd son recordadas. Primero, él no adoraba a los ídolos y reprochaba a los Quraysh por hacerlo.: 99  Asma bint Abi Bakr le oyó declarando fuera de la Kaaba: "Oh Quraysh, ninguno de vosotros está siguiendo la religión de Abraham excepto yo.": 99, 100 : 297  Compuso este poema:
¿Debo adorar a un Señor o a mil?

Si hay tantos como reclamáis,

renuncio a al-Lat y a al-Uzza, a ambas,

como lo haría cualquier persona de mente fuerte.

No adoraré a al-Uzza y sus dos hermanas..

No adoraré a Hubal, aunque era nuestro Señor

en los días en que tenía poco sentido.
Segundo, modificó su dieta. No comía carroña, sangre o cualquier cosa que hubiera sido sacrificada a un ídolo.: 99  Dijo a los Quraysh: "Alá ha creado las ovejas y ha enviado la lluvia y la hierba para ello; aún así no mencionáis el nombre de Alá cuando las matáis."
Tercero, se opuso al infanticidio. Rescató niñas a punto de ser enterradas vivas y las criaba en su propia casa. Cuando las pequeñas crecían, ofrecía a sus padres elegir entre llevarse a sus hijas con ellos o dejarlas con Zayd apoyándolas a sus expensas.: 297–298 

### Reacción de los Quraysh
A Safiya, su esposa, le desagradaban sus viajes a Siria. Siempre que le veía preparando un viaje, informaba a al-Khattab, quién reprochaba a Zayd abandonar su religión. Zayd no se molestaba en dar explicaciones a al-Khattab, pero reprendía a Safiya por humillarle.: 101, 102 
Al-Khattab acosó a Zayd tan severamente que Zayd se vio forzado a dejar la ciudad. Pasó los últimos años de su vida en las cuevas de las montañas que rodean La Meca. Al-Khattab entonces instruyó a los "hombres jóvenes irresponsables de los Quraysh" para asegurarse de que Zayd nunca pudiera entrar en la ciudad otra vez. Siempre que Zayd intentaba introducirse en secreto, los hombres de al-Khattab le sacaban afuera otra vez.: 102–103 

## Muerte
En 605 Zayd regresaba de un viaje a Siria. Antes de llegar a La Meca, en el país de Lakhm, fue asesinado.: 102–103  Se dice que Waraka ibn Nawfal  compuso una elegía para él:
Estabas en el camino correcto, ibn Amr,

has escapado del horno ardiente del Infierno

sirviendo al único Dios,

y abandonando ídolos vanos...

porque la misericordia de Dios alcanza a los hombres

a pesar de que son setenta valles profundos debajo de la tierra.